# Eugène Cogrel
Eugène Cogrel, né Ujeen Cogrel, est un écrivain français né le 2 septembre 1935 à Guémené-Penfao et mort dans cette même ville le 18 mars 2019.
Il est un spécialiste des contes de la région de Guémené-Penfao et du gallo du pays Mitaw entre Loire et Vilaine. Il est historien des traditions orales du pays des Trois-Rivières en Loire-Atlantique.

## Publications
- Fablenmitaw, Cesson-Sévigné : La Découvrance (coll. Le Fabuliste Averti), 1997. (avec Yann Mikael)
- Fables de La Fontaine en parler mitaw. Les Editions de la Découvrance. (avec Yann Mikael). 2004.  Quelque 30 fables de Jean de La Fontaine en gallo, version « mitaw », variante dialectale parlée entre Loire et Vilaine, c’est-à-dire entre Nantes, Rennes, Châteaubriant et Redon habillée d’une graphie moderne, par deux conteurs « patoisants » de Guémené-Penfao et Blain. « Les Contes et Légendes du Pays de Guéméné-Penfao » coproduit par l'office du Tourisme de Guéméné-Penfao et l'association Vantyé.